# غرايتس
غرايتس (بالألمانية: Greiz) هي بلدة ألمانية تقع في ألمانيا في تورينغن.  يقدر عدد سكانها بـ 21,580 نسمة .

## المدن التوأمة
مدن Saint-Quentin، باد هومبورغ، روزنهايم و روكيتساني هي مدن توأمة لـغرايتس.

## أعلام
- أوسكار سالا
- هانس بيك
- فالك هوست
- رودلف غيرهارد
- أوتو بيندورف